# Kopaïs

Die Kopaïs in Böotien

Die Kopaïs oder der Kopaïs-See (altgriechisch Κωπαΐς, neugriechisch Κωπαΐδα, beides (f. sg.), lateinisch Copais oder Copais palus) war ein See in der antiken Landschaft Böotien in Griechenland. Ohne oberirdischen Abfluss führte der See nur periodisch Wasser, und bereits in der Antike versuchte man, den See gänzlich trockenzulegen. Im 19. Jahrhundert wurden diese Versuche erfolgreich wieder aufgenommen. Die hierdurch entstandene Ebene führt seither den Namen Kopaïda.

## Name
Die einzelnen Teile des Sees wurden oft nach den unterschiedlichen Orten an seinen Ufern benannt. So gab es die Kopaïs bei der Stadt Kopai, eine Haliartis bei der Stadt Haliartos. Orchomenischer See (Ὀρχομενία λίμνη, Orchomenius lacus) wurde er benannt nach der wichtigsten Stadt am See Orchomenos, die einen Großteil der Seefläche besaß. Nach seinem wichtigsten Zufluss, dem böotischen Kephisos, wurde der See wohl bereits bei Homer, sicher aber bei Pausanias als Kephisis-See (Κηφισὶς λίμνη) bezeichnet. Auch Leukonis ist als Name überliefert.

## Lage und Geographie

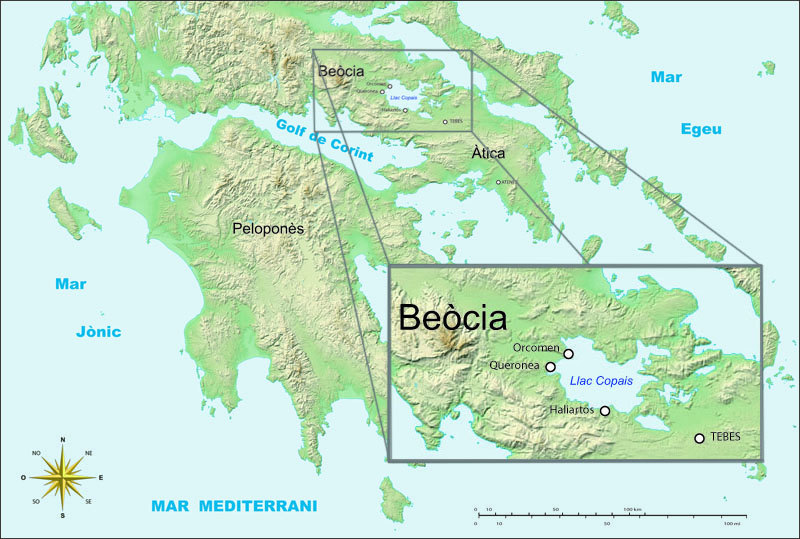
Lage der Kopaïs in Griechenland

Der in seiner Ost-West-Ausdehnung etwa 24 Kilometer lange und etwa 13 Kilometer breite See wurde im Süden von den Vorgebirgen des Helikon, im Norden vom Chlomosgebirge begrenzt. Der Ostrand wurde unregelmäßig vom Ptoon gerahmt. Die Höhe des Seegrundes lag überwiegend zwischen 94 und 97 Metern über Meereshöhe, und der See hatte eine Wassertiefe in diesem Bereich von maximal 3 bis 4 Metern. Unter kleineren Felsinseln des Sees ist besonders die im Nordosten gelegene Insel Gla wegen ihrer aus mykenischer Zeit stammenden Siedlung zu erwähnen. Wichtigster Zufluss war der von Westen kommende böotische Kephisos, doch gab es zahlreiche kleinere Flüsse und Bäche – unter anderem den Melas, die Herkyna, Phalaros, Triton und Lophis – und in der Nähe befindliche Quellen, die den See periodisch füllten. Alle Abflüsse des Sees sind unterirdisch und wurden in der Antike chásmata (χάσματα) oder báranthra (βάρανθρα) genannt. Neugriechisch heißen die Öffnungen im karstigen Grund unter dem See Katavothren und werden an der Kopaïs in verschiedene Gruppen geteilt. Bis auf drei dieser natürlichen Schlunde am Nordrand sind alle weiteren Katavothren im Osten des Sees zu finden.
Folgende Städte stießen mit ihren Gebieten an den See: im Norden Kopai, Holmones, Hyettos und Tegyra; im Osten Phoinikis und Akraiphion; im Süden Koroneia und Haliartos, Tilphossion, Alalkomenai, Okaleai und Onchestos; im Westen Aspledon, Orchomenos und Lebadeia.

## Geschichte

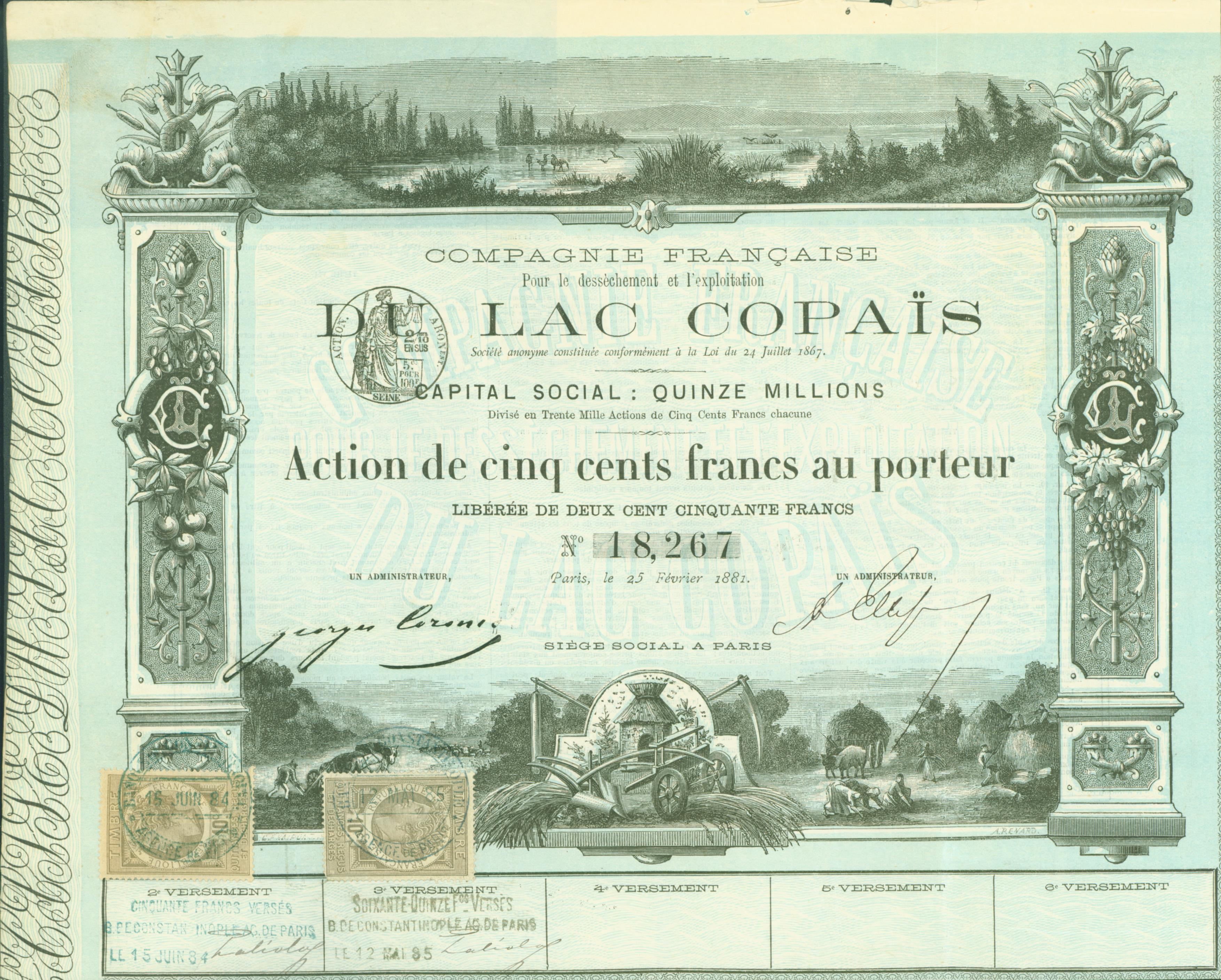
Aktié über 500 Francs der Comp. francaise pour le dessèchement et l’exploitation du Lac Copais vom 25. Februar 1881

Bereits in der Helladischen Periode waren die Ufer des Sees dicht besiedelt, und auf diese Zeit gehen auch die ersten Versuche seiner Trockenlegung zurück. Hierfür wurde spätestens im 14. Jahrhundert v. Chr. ein ausgedehntes Kanal- und Dammsystem, das einen Großteil der Wassermassen in die Katavothren ableitete, um den gesamten See angelegt. Dabei durchzogen drei Kanäle – einer entlang des Nordufers, einer in der Mitte, der dritte entlang des Südufers – den See. Der nördliche Kanal war 40 Meter breit und 2,50 tief, war flankiert von 30 Meter breiten Dämmen, die von Steinwänden gesichert wurden. Der Kanal führte über 25 Kilometer die Wasser des Kephisos und des Mela zu den Katavothren, ihre Reste sind über Kilometer zu verfolgen. Seine Anlage ist möglicherweise in die Phase Späthelladisch (SH) II (15. Jahrhundert v. Chr.) zu datieren. Die beiden jüngeren Kanäle werden hingegen in die Phase SH III A2 oder III B1 (14./frühes 13. Jahrhundert) datiert. Jost Knauss vermutet, dass die wasserbaulichen Maßnahmen sogar in die mittelhelladische Phase zurückreichen.
Ziel war die dauerhafte Gewinnung des fruchtbaren Bodens der Niederung. Möglicherweise stand die mykenische Burg von Gla mit dem Schutz des Entwässerungssystems in Verbindung. Im griechischen Mythos stützte sich die Macht der am Westrand gelegenen Stadt Orchomenos auf den hierdurch begründeten Reichtum. Die Thebaner machten dem mit Hilfe des Herakles ein Ende. Denn Herakles verstopfte die unterirdischen Abflüsse, so dass der See sich wieder periodisch füllte. Tatsächlich verlor das im Mythos von den Minyern besiedelte bronzezeitliche Orchomenos an Bedeutung und trat in historischer Zeit, im 8. Jahrhundert v. Chr., hinter Theben zurück. Zugleich ist für historische Zeit das periodische Bestehen des Sees gesichert.
In dieser Zeit bedeckte der See den Großteil des Gebietes von Orchomenos und schwoll vor allem im Winter an. Erdbeben konnten die Katavothren verstopfen, die folgenden Überschwemmungen zwangen zum Umsiedeln von Städten. An untergegangenen Städten sind Eleusis und Athen am Triton überliefert. Die noch von Homer genannten Städte Arne und Mideia an der Kopaïs tauchen in der späteren Überlieferung nicht mehr auf. In der Bucht von Orchomenos gab es „schwimmende Inseln“ (insulae fluitantes). Berühmt war der See für seine Aale, die Aristophanes in mehreren Komödien eine wichtige Rolle spielen lässt.
Der Berg- und Wasserbauspezialist Krates von Olynth unternahm während der Regierungszeit Alexanders des Großen einen Versuch, den See erneut trockenzulegen, brach aber ab, als die Böotier sich zerstritten und obwohl er schon eine große Fläche trockengelegt hatte. Welcher Art seine Maßnahmen waren, ist nicht geklärt; überliefert wird, dass er Gräben gezogen habe und Diogenes Laertios nennen ihn einen „Grabengräber“ ταφρώρυχος. Man versuchte, seine Tätigkeit mit dem Versuch eines Tunnelbaus am Pass von Kephalari, am Nordostrand des Sees, zu verbinden – ein ehrgeiziges, aber nach einem Viertel aufgegebenes Unternehmen von zwei Kilometern Länge. Doch ist die Datierung dieses Tunnelbaus umstritten, und er könnte bereits in späthelladischer Zeit in Angriff genommen worden sein. Die Tunnelbauer hatten bereits 16 Schächte von 18 bis 63 Metern Tiefe aus dem Untergrund geschlagen, um die Verbindung zum Meer herzustellen. Der Tunnelvortrieb wurde von beiden Enden gleichzeitig begonnen. Weitere Versuche, den See mittels Durchbrüchen zu anderen Seen zu entwässern, sind undatiert und wurden auch nicht erfolgreich zu Ende geführt.
Im 19. Jahrhundert wurde das Projekt der Trockenlegung wieder aufgegriffen und erfolgreich umgesetzt. Die Anregung ging zurück auf die Deutschen Karl Gustav Fiedler und Joseph Russegger in den Jahren 1836 und 1839. Der französische Ingenieur Moule legte 1879 hierfür ein Gutachten vor, und im Jahr 1883 nahm zunächst eine französische Gesellschaft das Vorhaben auf, das ab 1889 von einer englischen Gesellschaft weitergeführt wurde. Mittels Kanälen und einem 672 Meter langen Tunnel wird das Wasser seither in den Yliki-See, von dort in den tiefer gelegenen Paralimni-See und einen weiteren 860 Meter langen Tunnel in das Meer geführt. Gewonnen wurden auf diese Weise 25.000 Hektar Ackerland.